# Nordeste Invest
O Nordeste Invest é um evento de investimentos turísticos e imobiliários do Brasil. Realizado pela Adit Brasil, acontece anualmente desde 2006.
Durante os três dias em que é realizado, reúne os mais importantes nomes dos setores imobiliário e turístico do Brasil e da Europa e prospecta mais de mais de R$ 450 milhões em negócios.

## Cidades anfitriãs
- 2006: Maceió
- 2007: Salvador
- 2008: Recife
- 2009: Maceió
- 2010: Natal